# Elser – Er hätte die Welt verändert
Elser – Er hätte die Welt verändert (bra: 13 Minutos) é um filme alemão de 2015, do gênero drama de guerra, dirigido por Oliver Hirschbiegel. A trama narra uma história real de uma tentativa fracassada de atentado contra o nazista Adolf Hitler.

## Sinopse
Em 8 de novembro de 1939, Adolf Hitler saiu antecipadamente de um evento em Munique, instantes antes da explosão de uma bomba cujo alvo era ele. O autor do atentado era um jovem carpinteiro de Königsbronn, na Suábia, que teria agido sozinho, construindo um engenhoso artefato com um detonador de dois relógios, instalado por ele dois dias antes na coluna atrás do púlpito onde o ditador alemão discursaria.

## Elenco
- Christian Friedel[3]
- Katharina Schüttler[3]
- Burghart Klaußner[3]
- Johann von Bülow[3]
- David Zimmerschied[3]
- Michael Kranz[3]
- Felix Eitner[3]